# Police royale des îles Falkland
La police royale des îles Falkland est la force de police territoriale (en), chargée de faire respecter la loi, dans les îles Malouines, également appelées îles Falkland. Elle est créée le 1er novembre 1846 avec la nomination de Francis Parry, au poste de chef de la police. L'ordonnance sur les Constables, de 1846, qui avait été promulguée par le Conseil législatif de la colonie, le 27 octobre de cette année-là, créé une organisation qui est restée au service du public depuis lors. L'actuel chef de la police est le Superintendant Jeff McMahon. Le préfixe Royal est attribué à la police des îles Malouines, par la Reine Élisabeth II, le 1er janvier 1992.